# Starbucks
Starbucks Corporation is een internationale keten van koffiehuizen uit de Verenigde Staten. Het bedrijf is in 1971 in Seattle opgericht. Het logo van Starbucks is een gestileerde weergave van een sirene.

## Activiteiten
Starbucks is 's werelds grootste keten van koffiehuizen. Op 29 september 2024 had het 40.199 vestigingen, waaronder 18.424 in Noord-Amerika en 21.775 internationaal. Ongeveer de helft van de vestigingen is in eigendom en de rest wordt door andere bedrijven uitgebaat of is onderdeel van een joint venture met een andere onderneming. Starbucks had 7594 eigen vestigingen in de Volksrepubliek China (was 2916 per 1 oktober 2018) en staat op de tweede plaats met het aantal locaties na de Verenigde Staten.
Naast koffie verkopen de Starbucks-winkels ook andere koude en warme dranken, koffiebonen, salades, sandwiches, snacks en gebak. Dranken hebben een omzetaandeel van zo'n 75% en voedsel ongeveer een kwart. Een heel klein deel van de omzet betreft andere zaken waaronder boeken, muziek en film via de Starbucks Entertainment-afdeling en het merk Hear Music. In supermarkten worden koffiebonen, roomijs en ijskoffie van Starbucks verkocht. Er zijn ook Starbucks-vestigingen in onder andere boekhandels, tankstations en op stations.
De franchise-ondernemers betalen Starbucks een fractie van hun omzet als een vergoeding voor het gebruik van de Starbucks-naam en -formule. De eigen vestigingen realiseren 80% in de totale omzet en de bijdrage van alle franchisevestigingen was iets meer dan 10% in 2024.

### Producten
De meeste omzet wordt behaald met koffiemixen en andere dranken op koffiebasis met melk, suiker en ijs.
De Starbucks-koffiebonen worden gebrand in fabrieken in Kent, Washington, York, Pennsylvania, Carson Vally, Nevada en in Amsterdam in het Westelijk Havengebied, vlak bij Ruigoord. De gebrande bonen worden verkocht in alle Starbucks-vestigingen en in andere winkels. De dranken die Starbucks serveert zijn in verschillende hoeveelheden verkrijgbaar. De maataanduidingen zijn geïnspireerd op Italiaans gebruik.
De marketingstrategie van Starbucks bestaat onder andere uit het positioneren van de Starbucks-winkels als een derde vaste plaats waar mensen vertoeven, naast thuis en het werk. Hiervoor zijn delen van de Starbucks-vestigingen waar men kan zitten comfortabel ingericht met luxe stoelen en tafels waaraan men kan werken. Veel Starbucks-winkels zijn voorzien van een draadloos netwerk en stopcontacten. Het is niet ongebruikelijk dat mensen uren werken in een Starbucks.
In Starbucks-vestigingen is het niet toegestaan om te roken, ook in landen waar het rookbeleid niet streng is, zoals in Duitsland. De reden die Starbucks voor dit beleid aanvoert, is dat sigarettenrook het aroma en de smaak van de koffie negatief beïnvloedt. Om dezelfde reden wordt de werknemers van Starbucks gevraagd om geen (sterke) parfum te dragen.

### Resultaten
Het bedrijf heeft een gebroken boekjaar dat eindigt rond 1 oktober. De meeste boekjaren tellen 52 weken, maar er zijn incidenteel ook jaren met 53 weken.
In de tabel staan de financiële resultaten en het aantal medewerkers sinds 2005 vermeld. Het jaar 2024 heeft betrekking op de periode van 1 oktober 2023 tot eind september 2024. Het lage resultaat in 2013 was een gevolg van een arbitrage-uitspraak waarbij Starbucks een vergoeding moest betalen van US$ 2,8 miljard aan Kraft om een einde te maken aan hun geschil over de levering van koffie aan supermarkten. De ruzie ontstond in 2010 toen Starbucks een distributiecontract met Kraft wilde beëindigen.
| Jaar | Omzet           | Netto- resultaat | Werknemers | Eigen vestigingen (jaareinde) |
| Jaar | (× US$ miljard) | (× US$ miljard)  | Werknemers | Eigen vestigingen (jaareinde) |
| ---- | --------------- | ---------------- | ---------- | ----------------------------- |
| 2005 | 6,4             | 0,49             | 115.000    |                               |
| 2006 | 7,8             | 0,56             | 145.800    |                               |
| 2007 | 9,4             | 0,67             | 172.000    |                               |
| 2008 | 10,4            | 0,32             | 176.000    |                               |
| 2009 | 9,8             | 0,39             | 142.000    |                               |
| 2010 | 10,7            | 0,94             | 137.000    | 8833                          |
| 2011 | 11,7            | 1,2              | 149.000    |                               |
| 2012 | 13,2            | 1,3              | 160.000    |                               |
| 2013 | 14,8            | 0,008            | 182.000    |                               |
| 2014 | 16,4            | 2,0              | 191.000    |                               |
| 2015 | 19,1            | 2,7              | 238.000    | 12.235                        |
| 2016 | 21,3            | 2,8              | 254.000    | 12.711                        |
| 2017 | 22,3            | 2,8              | 277.000    | 13.275                        |
| 2018 | 24,7            | 4,5              | 291.000    | 15.341                        |
| 2019 | 26,5            | 3,5              | 346.000    | 15.834                        |
| 2020 | 23,5            | 0,9              | 349.000    | 16.637                        |
| 2021 | 29,0            | 4,1              | 383.000    | 17.133                        |
| 2022 | 32,2            | 3,2              | 402.000    | 18.254                        |
| 2023 | 36,0            | 4,1              | 381.000    | 19.592                        |
| 2024 | 36,2            | 3,8              | 361.000    | 21.018                        |

## Geschiedenis
De eerste Starbucks-vestiging werd geopend in Seattle in 1971 door drie vennoten, te weten Jerry Baldwin, Zev Siegl en Gordon Bowker. De drie verkochten in de eerste Starbucks-winkel kwaliteitskoffiebonen en apparatuur om koffie te maken. Gedurende het eerste jaar werden de koffiebonen ingekocht bij Peet's Coffee & Tea, daarna direct bij koffieboeren.
In 1982 voegde ondernemer Howard Schultz zich bij het bedrijf. Na een bezoek in 1982 aan Milaan stelde Schultz voor om ook koffie- en espressodranken te gaan verkopen, naast de losse koffiebonen. De drie oorspronkelijk oprichters verwierpen dit plan met het argument dat het bedrijf hierdoor te veel zou afwijken van zijn kernactiviteiten. Overtuigd van zijn plan besloot Howard Schulz in 1985 zijn eigen keten met koffiewinkels op te richten onder de naam Il Giornale.
In 1984 kochten de drie oprichters van Starbucks Peet's Coffee & Tea. Daarna verkochten ze in 1987 de Starbucks-keten aan Il Giornale. Dit laatste bedrijf hernoemde alle bestaande vestigingen van Il Giornale naar Starbucks en begon met een snelle expansie. De eerste Starbucks-vestigingen buiten Seattle werden geopend in Vancouver en Chicago in 1987. De eerste Starbucks-vestiging buiten het Noord-Amerikaanse continent werd in 1996 geopend in Tokio. Starbucks was aanwezig in 86 landen in 2023, waaronder sinds 1998 het Verenigd Koninkrijk, Indonesië en Frankrijk.
Het succes van de keten in de Verenigde Staten kon in sommige delen van de wereld worden herhaald. In andere landen is het echter lastiger om een succesvolle introductie van de keten te bewerkstelligen. De oorzaak hiervan zou onder andere een reeds verzadigde markt zijn, bijvoorbeeld in Italië, maar ook de hoge kosten voor goede locaties in centra van steden zou Starbucks er van weerhouden om in sommige landen eigen vestigingen te openen.
Op 31 december 2017 werd Starbucks de enige aandeelhouder in de Chinese joint venture East China. UPG, de partner, werd uitgekocht voor US$ 1,4 miljard. East China had op dat moment zo'n 1300 vestigingen in China en bracht zo het totaal aantal vestigingen op 2800 in 130 steden. Op hetzelfde moment verkocht Starbucks haar aandelenbelang van 50% in President Starbucks Coffee Taiwan Limited, een joint venture in Taiwan, aan UPG voor ongeveer US$ 175 miljoen.
In mei 2018 sloten Starbucks en het Zwitserse Nestlé een overeenkomst. Nestle gaat wereldwijd de producten van Starbucks buiten de filialen van de koffieketen verkopen. Hierbij gaat het uitsluitend om verpakte Starbucks-producten en niet de kant-en-klare dranken. Sindsdien zijn er ook Starbucks-koffiecapsules, die in een Nespresso-apparaat kunnen worden gebruikt. Voor dit recht betaalt Nestlé eenmalig US$ 7,2 miljard (ruim 6 miljard euro) en betaalt vervolgens ieder jaar royalty's over de verkopen. In augustus 2018 werd deze transactie afgerond en zijn zo'n 500 Starbucks-medewerkers overgegaan naar Nestlé. Starbucks besloot verder meer dividend uit te keren en de aandeleninkoopprogramma’s te versnellen. Tot 2020 gaat het bedrijf zo in totaal US$ 20 miljard uitkeren aan de aandeelhouders.

### Naam en logo

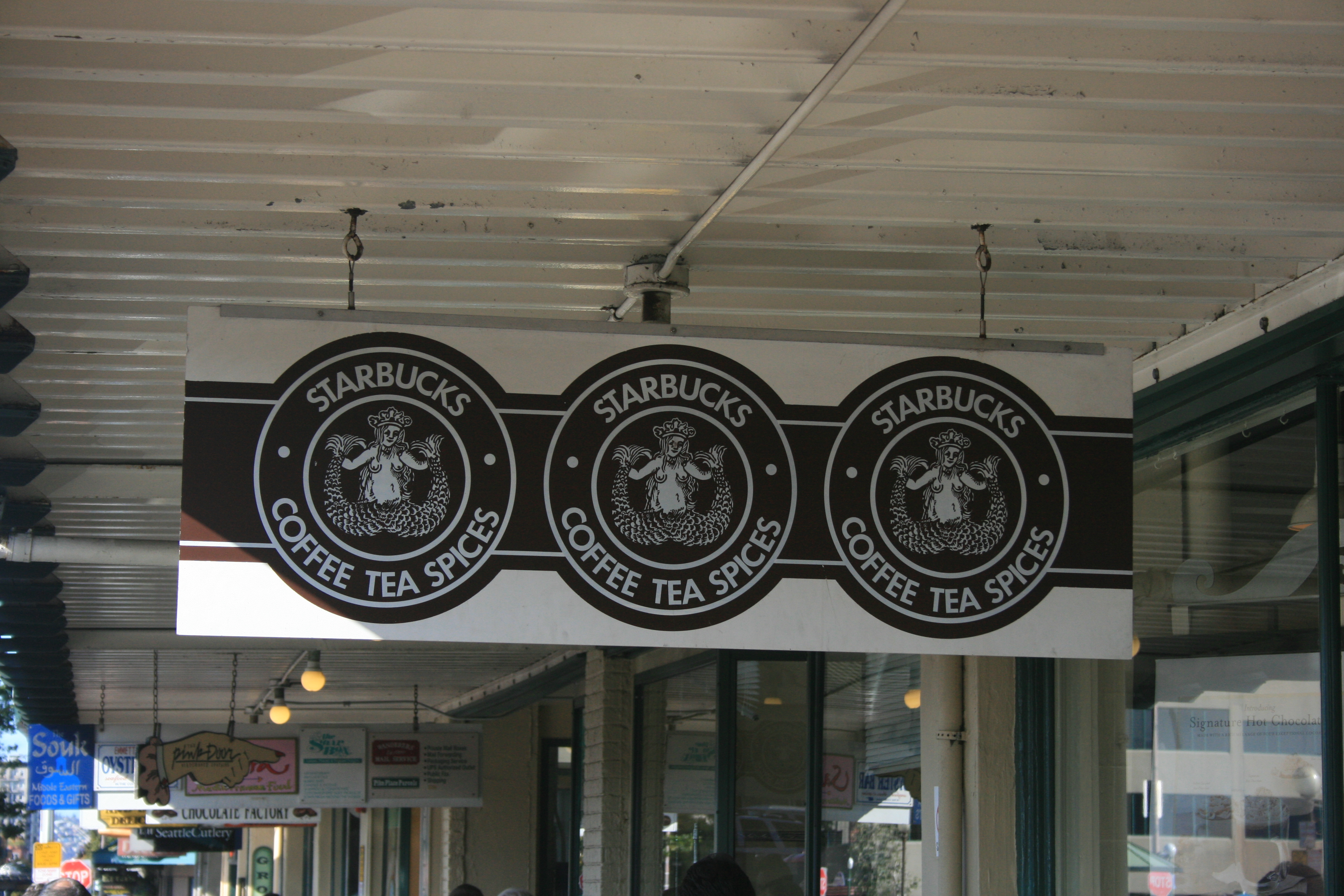
Het oorspronkelijk logo te Seattle, wel al in het groen en niet meer in het bruin

Volgens het boek van Howard Schultz Pour Your Heart Into It: How Starbucks Built a Company One Cup at a Time is de naam van het bedrijf afgeleid van Moby Dick, maar niet zo direct als velen aannemen. Een van de oprichters was fan van Moby Dick en stelde de naam "Pequod", naar het schip in het boek, voor. De andere oprichters vonden dit geen goede naam en stelden "Starbo" voor, naar een mijnstadje in Mount Rainier. Het oorspronkelijke Moby-Dick-idee en "Starbo" kwamen uiteindelijk samen in de naam Starbuck, naar het eerste bemanningslid van Pequod.
Het logo van Starbucks is een sirene in de gedaante van een soort zeemeermin met twee staarten. Het logo was van 1971 tot 1987 bruin, maar werd daarna groen. Het is gemodelleerd naar een houtsnede van de Vikingen uit de 16e eeuw. Het logo is in de loop der jaren veranderd om te voorkomen dat bevolkingsgroepen beledigd zouden worden. In de oorspronkelijke versie had de sirene een ontbloot bovenlijf en was het onderlichaam volledig zichtbaar. In een tweede versie waren de borsten van de sirene bedekt door haar, maar was de navel nog steeds zichtbaar. In de huidige versie zijn zowel de navel als de borsten niet zichtbaar en is alleen het uiteinde van de staarten zichtbaar. Het originele logo is nog wel in gebruik bij de eerste vestiging van Starbucks in Seattle. In 2011 koos Starbucks een nieuw logo, naar aanleiding van het 40-jarig bestaan.

## Benelux
Starbucks werkt in België en Nederland bijna uitsluitend met franchisevestigingen.

### Nederland
Het Mexicaanse bedrijf Alsea is sinds najaar 2018 de eigenaar van Starbucks Nederland. In Nederland is sinds 2002 de enige koffiebranderij van Starbucks buiten de Verenigde Staten gevestigd. Vanuit hier worden alle vestigingen in Europa bevoorraad. Op 25 juni 2007 opende de eerste Starbucksvestiging in Nederland op luchthaven Schiphol. De vestigingen op NS-stations worden uitgebaat door SSP Nederland B.V. Vanaf 2011 zijn er ook vestigingen in de Amsterdamse binnenstad die eigendom van Starbucks zelf zijn.
Op 9 maart 2012 opende er een nieuwe Starbucksvestiging in het oude gebouw van de Amsterdamsche Bank aan het Rembrandtplein in Amsterdam. Dit is de grootste vestiging van Europa. Het gaat om een zogenaamde conceptstore, waar nieuwe ideeën uitgeprobeerd worden voordat ze wereldwijd worden geïntroduceerd.

### België
Op 16 augustus 2008 ging de eerste vestiging van Starbucks open in de vertrekhal op Brussels Airport. Dat Starbucks de Belgische markt ging betreden werd bekend toen Prins Filip een bedrijfsbezoek bracht bij Starbucks tijdens een economische missie. De dagelijkse uitbating van de Starbucks-vestigingen in België verloopt in de stations via Autogrill.